# Klíční kost

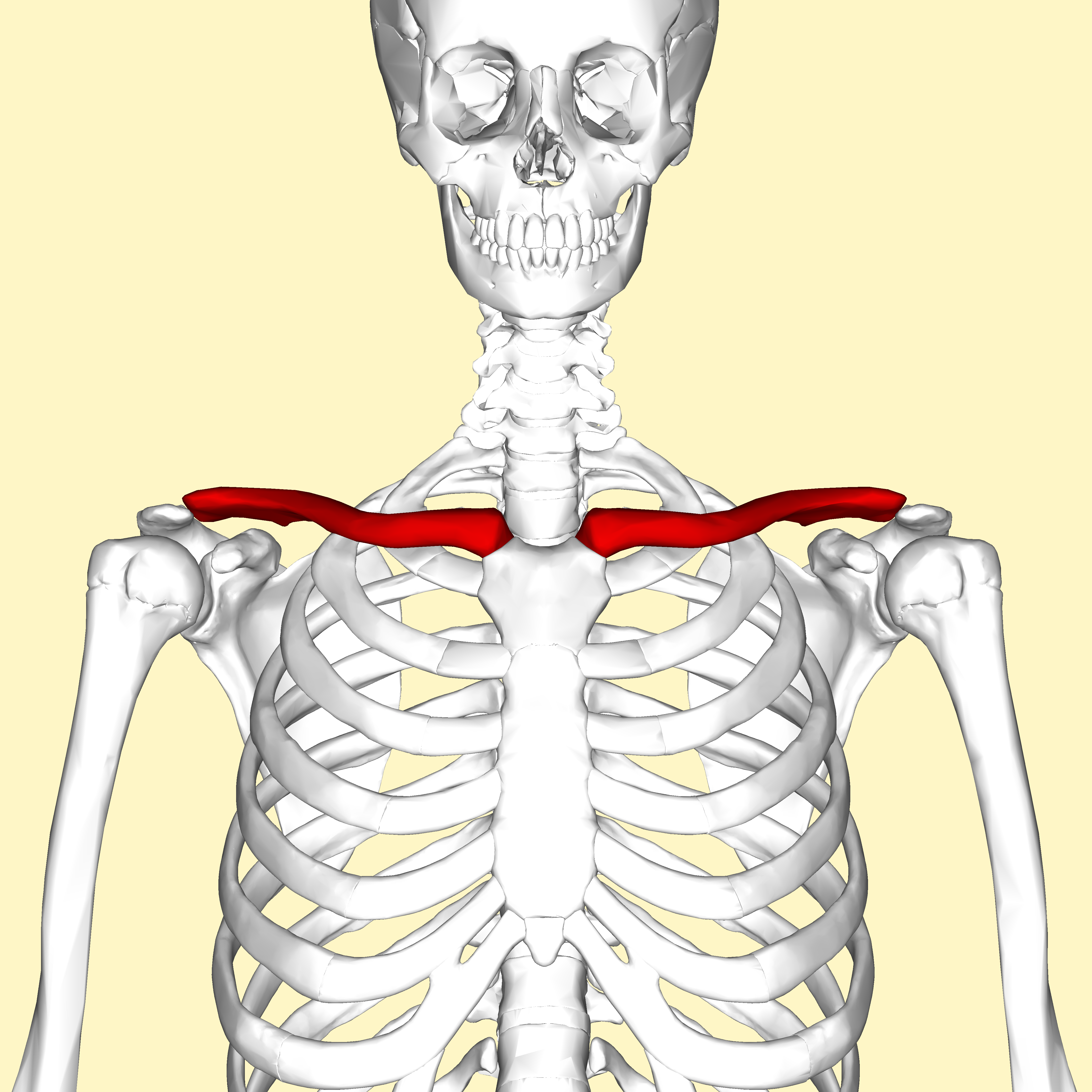
Vyznačení klíční kosti v lidském těle

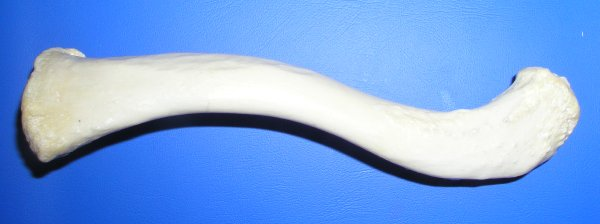
Pravá klíční kost

Klíční kost (clavicula) je párová kost lidského těla, která tvoří část kosterní soustavy horních končetin. Kost je u dospělého jedince přibližně 12 až 17 cm dlouhá s esovitým prohnutím. Při čelním pohledu na hruď se nachází v horní části a vystupuje přímo pod kůži, kde je dobře viditelná a nahmatatelná.
Je to kost, která je náchylná k častému zlomení.